# Erica cinerea
Erica cinerea é uma espécie de planta com flor pertencente à família Ericaceae. 
A autoridade científica da espécie é L., tendo sido publicada em Species Plantarum 1: 352–353. 1753.
Outros nomes conhecidos: Negrela, Queiró (Brezo, Brezo ceniciento, Argoña e Argaña em castelhano. Carrasco, carroucha de tres follas, queiroga de tres follas em galego.)

## Descrição
A Urze-roxa é um tipo de Arbusto originária da Europa Central e Ocidental, como na Córsega, Transilvânia e Ilha da Madeira. Em Portugal ela está presente na região Norte e na região Central. Sua altura vai de 15 a 60 cm, possui ramos lenhosos, com a casca castanho-acinzentada. Possui folhas verdes ou verdes azuladas com flores solitárias ou em grupos de duas ou três, reunidas em número variável nos ramos, cálice com 4 sépalas livres, corola rosada a avermelhada, anteras inclusas com apêndices basais e frutos.

## Flores
No fim da Primavera e início do Verão

## Habitat
É encontrada em áreas de Clima temperado, vive sobre solos descalcificados e não excessivamente úmidos, preferindo a exposição ao Sol, atraí insetos como as Abelhas.

## Usos
As inflorescências são antidiarreicas e estão indicadas contra afecções renais e das vias urinárias.

## Portugal
Trata-se de uma espécie presente no território português, nomeadamente em Portugal Continental e no Arquipélago da Madeira.
Em termos de naturalidade é nativa de Portugal Continental e introduzida no Arquipélago da Madeira.

## Protecção
Não se encontra protegida por legislação portuguesa ou da Comunidade Europeia.

## Sinônimos
- Erica mutabilis Salisb. 1802
- Ericodes cinereum (L.) Kuntze 1898
- Erica tenuifolia Bubani 1899
- Eremocallis cinerea (L.) Gray 1821
- Erica viridipurpurea  (L.) Gouan